# Motet-chanson
Motet-chanson là một hình thức âm nhạc thời kỳ Phục hưng,  phát triển ở Milan trong thập niên 1470 và 1480.

## Các nhà soạn nhạc nổi bật
- Alexander Agricola
- Johannes Martini
- Johannes Prioris
- Josquin des Prez
- Loyset Compère